# Karl Bauer (Politiker, 1919)
Karl Bauer (* 3. Oktober 1919 in Wilkischen, Tschechoslowakei; † 2010) war ein deutscher Kaufmann, Politiker und Mitglied des Bayerischen Senats.
Bauer besuchte die Volksschule in Wilkischen, die Deutsche Knabenbürgerschule und die Deutsche Handelsakademie in Pilsen und arbeitete nach dem Abitur in der Zentrale der Konsumgenossenschaft des Sudetenlands in Prag. Er war Soldat im Zweiten Weltkrieg. Nach seiner Entlassung aus der Kriegsgefangenschaft studierte er Betriebswirtschaftslehre an der Universität München und schloss das Studium als Diplom-Kaufmann ab. Von 1948 bis 1956 war Bauer im Prüfungsdienst des Verbands Bayerischer Konsumgenossenschaften in München tätig. Er war von 1956 bis 1964 geschäftsführendes Vorstandsmitglied der Konsumgenossenschaft Erlangen, anschließend von 1965 bis 1979 geschäftsführendes Vorstandsmitglied der co op Franken Konsumgenossenschaft in Nürnberg und dort von 1970 bis 1979 Sprecher des Vorstands. Ab 1967 saß er im Beirat im Bund deutscher Konsumgenossenschaften, danach von 1973 bis 1979 im Führungsrat der co op Zentrale in Hamburg. Zeitgleich war er Vorsitzender des Vorstands der Landesgruppe Bayern im Revisionsverband deutscher Konsumgenossenschaften, ebenfalls in Hamburg. Vom 1. Januar 1974 bis zum 31. Dezember 1979 war er Mitglied des Bayerischen Senats.